# William M. Burton
William Merriam Burton (* 17. November 1865 in Cleveland, Ohio; † 29. Dezember 1954 in Miami) war ein US-amerikanischer Chemiker. Er entwickelte das erste kommerziell erfolgreiche Verfahren des Thermischen Crackens in der Erdölraffination in den USA.
Burton studierte Chemie an der Western Reserve University mit dem Bachelorabschluss 1886 und wurde 1889 an der Johns Hopkins University promoviert. Er arbeitete ab 1890 für Standard Oil, zunächst in deren Raffinerie in Whiting (Indiana) und 1918 bis zu seinem Ruhestand 1927 als Präsident.
Sein Cracking Verfahren (Burton Verfahren) zerlegte die langkettigen Kohlenwasserstoffe im Rohöl unter hohem Druck und Temperatur in kürzere Ketten, wurde 1913 patentiert und verdoppelte die Benzinausbeute aus Erdöl, rechtzeitig um Engpässe im Ersten Weltkrieg zu vermeiden. Schon zuvor wurde allerdings 1891 ein Cracking-Verfahren in Russland durch Wladimir Grigorjewitsch Schuchow entwickelt.
1918 erhielt er die Willard Gibbs Medal. Er wurde in die National Inventors Hall of Fame aufgenommen.

## Quelle
- Artikel in Encyclopedia Britannica (Online)